# Невидимая жизнь Эвридики
«Невидимая жизнь Эвридики» (порт. A Vida Invisível) — кинофильм режиссёра Карима Айнуза, вышедший на экраны в 2019 году. Экранизация романа Марты Батальи «Невидимая жизнь Эвридики Гусман» (порт. A Vida Invisível de Eurídice Gusmão).

## Сюжет
Действие происходит в 1950-е годы в Рио-де-Жанейро. Сёстры Гида и Эвридика происходят из простой семьи, их отец обычный булочник, мечтающий повыгоднее выдать их замуж. Однако у девушек есть свои мечты. Эвридика хочет поступить в Венскую консерваторию и стать профессиональной пианисткой. Гида же мечтает о настоящей любви, что приводит её к знакомству с греческим матросом Йоргосом, с которым она и сбегает на корабле в Европу. Через некоторое время она возвращается беременной: у неё ничего не сложилось с моряком. Родители же, считая, что она их опозорила, выставляют Гиду за дверь, так что она вынуждена в одиночку растить своего сына. Единственная её связь с прежней жизнью — это надежда на встречу с сестрой, которая, как следовало со слов отца, уехала в Вену. На самом деле Эвридика живёт здесь же, в Рио: её выдали замуж и ждут от неё детей, а она мечтает о консерватории и встрече с сестрой, которая, как она думает, осталась в Европе...

## В ролях
- Жулия Стоклер — Гида Гусман
- Карол Дуарте — Эвридика Гусман
- Флавия Гусман — Ана Гусман, мать Эвридики и Гиды
- Антониу Фонсека — Мануэл Гусман, отец Эвридики и Гиды
- Уго Круз — Фелисиану
- Николас Антунес — Йоргос
- Мария Мануэлла — Зелия
- Грегориу Дювивье — Антенор
- Фернанда Монтенегру — Эвридика в пожилом возрасте

## Награды и номинации
- 2019 — победитель программы «Особый взгляд» Каннского кинофестиваля.
- 2019 — 4 приза кинофестиваля в Вальядолиде: приз «Серебряный колос», приз «Социограф», приз ФИПРЕССИ, приз за лучшую женскую роль (Жулия Стоклер и Карол Дуарте).
- 2019 — призы за лучшую операторскую работу (Элен Лувар) и за лучшую работу художника-постановщика (Родриго Мартирена) на Гаванском кинофестивале.
- 2019 — приз зрительских симпатий на кинофестивале в Мар-дель-Плата.
- 2019 — попадание в пятёрку лучших иностранных фильмов года по версии Национального совета кинокритиков США.
- 2020 — 5 премий Бразильской киноакадемии Grande Prêmio do Cinema Brasileiro: лучший адаптированный сценарий (Мурило Хаузер, Инес Бортагарай, Карим Айнуз), лучшая актриса второго плана (Фернанда Монтенегру), лучшая операторская работа (Элен Лувар), лучшая работа художника-постановщика (Родриго Мартирена), лучшие костюмы (Марина Франку). Кроме того, лента получила ещё 11 номинаций.
- 2020 — номинация на премию «Ариэль» за лучший латиноамериканский фильм.
- 2020 — номинация на премию «Независимый дух» за лучший международный фильм.